# Noidans-lès-Vesoul
Noidans-lès-Vesoul è un comune francese di 2 124 abitanti situato nel dipartimento dell'Alta Saona nella regione della Borgogna-Franca Contea.

## Società

### Evoluzione demografica
Abitanti censiti

## Amministrazione

### Gemellaggi
- Lwówek Śląski, dal 2006